# Undead (låt)
"Undead" är en låt av det amerikanska rap-rockbandet Hollywood Undead. Låten är det första spåret samt andra singeln från deras debutalbum, Swan Songs. Musikvideon för låten regisserades av den svenske filmregissören Jonas Åkerlund.

## Mottagande
Låten nådde plats #10 på Billboards Hot Mainstream Rock Tracks-topplista, #12 på Hot Modern Rock Tracks-listan och #4 på Bubbling Under Hot 100-listan. "Undead" släpptes som 7-tumssingel i Storbritannien på HMV, med "Circles" som b-sida.
Under Super Bowl XLIII medverkade "Undead" i en trailer som sändes för filmen G.I. Joe: The Rise of Cobra. Låten medverkar även i TV-spelet UFC 2009 Undisputed från THQ och utgör en del av soundtracket till Madden NFL 09.
MMA-utövaren Josh Neer använde låten som sin entrémusik under galan UFC 101. Den användes även i New York Knicks introvideo inför säsongen 2009-2010 och det NBC-sända WrestleMania XXV, där den lyfte fram matchen mellan The Undertaker och Shawn Michaels. Senast användes låten i en TV-trailer för 2011 års remake av Conan the Barbarian.
Milwaukee Admirals i American Hockey League använde under säsongen 2011-2012 låten för deras spelarintroduktioner innan matcherna.
År 2012 remixades låten av Deuce, tidigare frontman i Hollywood Undead, under namnet "Nine Lives". Den här versionen består av att Deuce framför den ursprungliga refrängen, men skriker "Nine Lives" i stället för "Undead". Deuce sjunger även över Johnny 3 Tears vers, där han gör vissa ändringar i texten. Spåret användes för att marknadsföra Deuces soloalbum Nine Lives, och släpptes som gratis nedladdning på hans officiella webbplats.

## Arrangemang
Låtens huvudriff är detsamma som det från "Crazy Train" av Ozzy Osbourne, spelat på en synth i stället för en gitarr och i en annan tonart. Som med alla låtar från bandets debut, sjunger Deuce refrängen. Johnny 3 Tears rappar första versen, Charlie Scene rappar den andra versen och J-Dog rappar den tredje. Den ursprungliga versionen av låten gick under namnet "Out the Way" och innehöll ytterligare text under J-Dogs vers. Det är oklart varför dessa ord klipptes bort på det slutgiltiga spåret, men bandet framför denna version under sina liveuppträdanden.

### Listplacering
| Topplista (2010–2011)         | Topp- placering |
| ----------------------------- | --------------- |
| Alternative Songs (Billboard) | 12              |

## Medverkande
Hollywood Undead
- Charlie Scene - sång, sologitarr
- J-Dog – keyboard, synthesizer, kompgitarr, sång, screams
- Deuce - ren sång
- Da Kurlzz – trummor, slagverk, screams, sång
- Funny Man – sång
- Johnny 3 Tears – sång

Produktion
- Don Gilmore - exekutiv producent, inspelning, programmering
- Danny Lohner - producent
- Deuce - producent
- Ben Grosse - mixning